# Clemenceau-jegyzék

Vörös Hadsereg által elfoglalt terület

A Clemenceau-jegyzék az első világháborúban győztes antanthatalmaknak a párizsi békekonferencián hozott határozata a magyar Vörös Hadseregnek a csehszlovák csapatok elleni felvidéki katonai sikerei miatt. 1919. június 7-én táviratban küldték meg a Magyarországi Tanácsköztársaságnak felszólítva a kormányt a Vörös Hadsereg támadó hadműveleteinek beszüntetésére. Majd 1919. június 13-án újabb táviratban szólították fel a tanácsköztársaságot, hogy a magyar Vörös Hadsereg a június 10-én kijelölt határokhoz vonuljon vissza. Nevét Georges Benjamin Clemenceau francia miniszterelnökről kapta.

## Előzmények

### Az Osztrák–Magyar Monarchia haderejének széthullása
A világháború alkonyán a teljesen feleslegesen megvívott októberi piavei csata ellenére Magyarország képviselt erőegységet. 1918. november 1-jén jutottak a magyar hadvezetőség tudomására az október végén kért fegyverszünet megalázó feltételei. Az antant nem kívánt kevesebbet, mint a teljes leszerelést, a tüzérségi anyag felének átadását, az átvonulási jogot a Monarchia területén az antant-csapatok számára. A hadvezetőség kénytelen volt a feltételeket elfogadni, már csak azért is, mert a Monarchia darabokra való oszlása ekkor már megtörtént és mert a magyar forradalmi kormány hadügyminisztere, Linder Béla ezredes a magyar csapatok fegyverletételét követelte.
1918. november 3-án Padovában Viktor Weber von Webenau gyalogsági tábornok írta alá azt a fegyverszüneti egyezményt, amely megszüntette az Osztrák–Magyar Monarchia és az antanthatalmak közötti ellenségeskedést, a demarkációs vonalat az Osztrák–Magyar Monarchia határaiban jelölte meg. A fegyverszünet érvényét az olasz fronton az olasz fél azonban másként „értelmezte”, mint az osztrák–magyar haderő. Az olaszok a fegyverszünetet az elfogadás után csak 36 órával léptették életbe, aminek az lett az eredménye, hogy a magyar csapatok és hadtápalakulatok jelentékeny része – több százezer fő – foglyul esett.
A IV. Károly király által kinevezett, Károlyi Mihály gróf vezette magyar kormány eközben Budapesten olyan információkat kapott, hogy a balkáni antanthaderővel szükséges lenne tárgyalásokat folytatnia. A Károlyi-féle politikai erők úgy vélték, hogy ez a tárgyalás esetleg az önálló magyar államiság elismerését is jelenthetné. 1918. november 7-én a balkáni francia főparancsnok, Louis-Félix Franchet d’Espèrey, a korábbi fegyverszüneti egyezmény helyett egy ún. „konvencióban” állapodott meg a Belgrádba érkezett magyar delegáció tagjaival. A tábornok követelte Horvát-Szlavónország teljes átadását, a Bácskának, a Bánátnak és Erdély déli felének kiürítését, valamint August von Mackensen havasalföldi seregének internálását, ha ez utóbbi a magyar földön való átvonulása folyamán november 20-ig az országot el nem hagyja. A Linder Béla tárca nélküli miniszter által 1918. november 13-án aláírt megállapodás új, Magyarország határain belül húzódó demarkációs vonalat jelölt ki, s az ország számára 6 gyalog- és 2 lovashadosztálynyi haderő felállítását engedélyezte. Jól jellemzi a magyar államiság, érdekek elfogadottságának hiányát, hogy Clemanceaue felelősségre vonta tábornokát, mondván, hogy „egy állítólagos magyar állam” megbízottjával írt alá megállapodást, amelyet „a szövetségesek nem ismernek el, s amely nemzetközileg nem is létezik”. A szerveződő cseh-szlovák állam hadereje közben megindította csapatait az általa birtokba venni szándékozott észak-magyarországi magyar területekre, ahol magyar katonai erő nem tartózkodott. A felbomló Monarchia sereg- és csapattesteinek tisztjei, katonái szinte kivétel nélkül a szülőföldjükre igyekeztek, illetve a létrejövő új államok haderejében látták biztosítva a jövőjüket. A csehszlovák állam, az ismét létrejövő Szerb Királyság, illetve a Román Királyság hadereje pillanatok alatt felszívta az oda jelentkezőket.
Románia, amely a vele 1918-ban kötött béke alapján Besszarábiát megszállta, katonai erejét kimerítette, csak néhány hadosztályt küldhetett Erdély ellen. Azonban mikor látta, hogy nem talál ellenállásra, vérszemet kapott. Szerbia 1918 novemberében 6 gyenge hadosztállyal rendelkezett, komolyabb hadjárat megvívására - régi hazájuk határain kívül - már nem voltak használhatók. A cseh légiók nem voltak jelentős harcértékűek. Az antant hatalmak pedig már nem voltak hajlandók egyetlen katonájuk életét sem áldozni azért, hogy Magyarország szomszédai zsákmányhoz jussanak.

### A magyar haderő alakulása a Clemenceau-jegyzék előtt
Az olasz front összeomlása után a magyar hadosztályok mintegy harmadrésze teljes rendben érkezett a magyar határra. A magyarországi csapattestek - közösek és honvédek egyaránt - állománya a későbbi kisantant államokkal szemben a közhangulatot befolyásoló háborúellenes, pacifista nézetek miatt tömegesen szerelt le. Még a frontokról fegyelmezetten visszatérő és katonai feladatokra használható alakulatokat is azonnali leszerelésre és hazatérésre ösztönözték az ország határainál váró "fogadóbizottságok". Ekkora már országszerte ismertté váltak Linder Béla szavai - "Nem akarok többé katonát látni!" -, amelyek a helyzetet csak rontották. November végéig 700 000, december közepéig 1 200 000 katona szerelt le és a hónap végére a személyi leszerelés befejeződött. Az egymást követő rendeletek megszüntették a vezérkart, a hadmérnök törzskart, a tüzér törzskart. Nyugállományba helyezték az összes tábornokot és ezredest, s megindult, majd folyamatossá vált a "tisztikar apasztása" is. A hadügyminiszteri poszton 1918. november 9-én Linder Bélát váltó Bartha Albert alezredes igyekezett minden erejét a haderő szervezésére fordítani, de az 1918 októberében a fegyveres felkelést előkészíteni akaró Csernyák Imre egykori százados vezetésével, zömmel alacsony rendfokozatú tartalékos tisztekből alakult katonatanács ellehetetlenítette, az ellene szervezett tüntetés hatására lemondott. Ebben a kritikus helyzetben a belgrádi katonai konvencióban engedélyezett nyolc hadosztály megszervezése sem sikerült az önkéntesek és a katonai szolgálatra visszatartott legfiatalabb öt korosztály hajlandósága hiányában. 1919. március 21-én hatalomra került kommunista-szociáldemokrata forradalmi kormány önkéntes alapon létrejövő katonai erőben gondolkodva már létre tudta hozni a Vörös Hadsereget. A román, majd a cseh-szlovák támadás hatására feladva korábbi elveiket, a hadseregszervezés érdekében a volt hivatásos és tartalékos tiszteket szolgálatra kötelezte, sorozást rendelt el, és az ipari munkásság körében toborzást indított meg. A Vörös Hadsereg katonai vezetésébe a volt hivatásos tisztek tucatjai kerültek be, akik közül Stromfeld Aurél ezredes - illetve ahogy a Vörös Hadseregben az eltörölt rendfokozatok okán szólítani kellett: "volt ezredes" - a Vörös Hadsereg vezérkari főnöki tisztét vette át.
A Tanácsköztársaság 1919 márciusa után, rövid idő alatt még 6 hadosztályra és 3 dandárra tagozott 110 000 főnyi haderőt tudott összeállítani, felszerelni, új ruhába öltöztetni és erős tüzérséggel felfegyverezni. Voltak repülőalakulatai és 30 és feles mozsarai.

### Északi hadjárat (Magyarország)
Az 1919 májusára mintegy 150 000 fősre növekedett Vörös Hadsereg már jelentősebb erőt képviselt, de nem olyan erőt, amely egyszerre többfrontos harcra képes. A déli demarkációs vonalon gyakorlatilag nyugalom honolt, mivel a szerb és francia csapatok nem léptek fel támadólag a Magyar Tanácsköztársaság ellen. A román haderő, elérve a Tisza vonalát, nem indított újabb támadást, így a Vörös Hadsereg a gyengébb, de a támadást folytató cseh-szlovák erők ellen léphetett fel a siker reményében. A szomszédos államok előrenyomulásának megakadályozására az újonnan alakult Vörös Hadsereg 1919 májusában Stromfeld Aurél vezetésével északi hadjáratba kezdett a cseh légiókkal szemben, elvágva őket a román hadosztályaktól. A Stromfeld által kidolgozott haditervnek megfelelően a nevükben vörös csapatok 1919 májusában sikeresen foglalták vissza az olasz tábornokok és tisztek vezette cseh-szlovák erőktől az elfoglalt területek jelentős részét, "felszabadítva" így a magyarlakta Felvidék nagy részét.
A Vörös Hadseregnek az északi hadjáratban elért sikerei azonban pánikot váltottak ki Párizsban. A párizsi békekonferencia munkáját a hazautazó amerikai delegáció nélkül az elnök, Clemenceau határozta meg.

## A jegyzék tartalma
A párizsi békekonferencia 1919. június 7-i Budapestre küldött táviratában felszólította a magyar kormányt, hogy 48 órán belül szüntesse be az ellenséges cselekményeket.

## A jegyzék szövege
„A szövetséges és társult kormányok rövidesen a párizsi békekonferencia elé kívánják idézni a magyar kormány képviselőit, hogy megismerjék Magyarország igazságos határaival kapcsolatos nézeteiket. A magyarok pedig éppen most intéznek éles támadásokat a cseh-szlovákok ellen és lerohanják Szlovákiát. Ugyanakkor a szövetséges és társult hatalmak már kinyilvánították szilárd elhatározásukat, hogy minden értelmetlen ellenségeskedésnek véget vetnek, amikor két alkalommal is megállították a fegyverszünetben megállapított határt, majd a semleges övezet határát átlépő román csapatokat, illetve megakadályozták további előrenyomulásukat Budapest irányában - továbbá amikor a déli magyar fronton megállították a szerb és francia hadsereget. Ilyen körülmények közt a leghatározottabban fölszólítjuk a budapesti kormányt, haladéktalanul vessen véget a cseh-szlovákok elleni támadásoknak, ellenkező esetben a szövetséges és társult kormányok mindenképpen és késlekedés nélkül a végső eszközökhöz folyamodnak, hogy így kényszerítsék Magyarországot az ellenségeskedések beszüntetésére valamint a szövetségeseknek parancsaik végrehajtását megkövetelő hajthatatlan akaratának elfogadására. Jelen távirat negyvennyolc órán belül megválaszolandó.”

– A jegyzék szövege

## Közvetlen következményei
1919. június 9-én a budapesti kormány válaszában késznek nyilvánította magát az ellenségeskedések leállítására, azonban e célból konferencia összehívását indítványozta Bécsben. A Clemenceau-jegyzék nem jelölte meg a demarkációs vonalat, amelyre a magyaroknak vissza kellett volna vonulniuk. A konferencia az északi és a keleti határt kijelölő döntését június 10-én hirdette ki, melyre meghívták a csehszlovák és a román képviseletet. Edvard Beneš külügyminiszter a demarkációs vonalat, valószínűleg a Vörös Hadsereg átütő sikereire tekintettel kisebb módosításokkal elfogadta, azonban Ioan Brátianu román miniszterelnök az egész határt vitatta, és ragaszkodott további magyar területek megszerzéséhez.
Mivel az ellenségeskedés továbbra sem szűnt meg, 1919. június 13-án Clemenceau újabb táviratban felszólította a budapesti, prágai és bukaresti kormányt, hogy 4 napon belül - azaz június 18-án délig - haladéktalanul vonuljanak vissza azon határok mögé, amelyeket a békekonferencia a három államnak egymás között megállapított. Ellenkező esetben a szövetséges és társult kormányok úgy tekintik, hogy szabad kezet kaptak a Budapest elleni felvonulásra, és egyéb olyan intézkedések meghozatalára, melyek megfelelőnek tűnnek egy igazságos és gyors béke biztosítására. A konferencia június 13-án a magyar kormánynak megküldte a két határ leírását is, mint olyan vonalat, amelyre a magyar, valamint a csehszlovák és a román csapatokat oda kell rendelni. A táviratban - a románok elutasításának tudatában is - arra tettek ígéretet, hogy amint a magyar csapatok kiürítik Csehszlovákiát, a román csapatok hasonlóképpen visszavonulnak Magyarország területéről.
Kun Béla 1919. június 16-án annak ellenére elfogadta a jegyzéket, hogy a csehszlovákok azonnal új támadásba kezdtek, miután a magyar erők az északi hadjárat sikeres hadmozdulatainak folytatásával leálltak. A csehszlovák támadások folytatódtak, a román haderő pedig nem kezdte meg az addig elfoglalt területek kiürítését. Kun Béla azonban könnyelmű módon bízott Clemenceau ígéretében.
A Forradalmi Kormányzótanács az észak-magyarországi területeknek a demarkációs vonalig való katonai kiürítéséről 1919. június 29-én döntött, arra tekintettel, hogy a háborút a hadseregtől beérkezett jelentések alapján tovább viselni nem lehet és a hadsereg állapotára való tekintettel, továbbá a diktatúrának minden vonalon való keresztülvitele, a diktatúrának megerősítése és a belső gazdasági élet szempontjából szükséges.
A csehszlovákokkal való egyeztetés után a Vörös Hadsereg június 30-án elkezdte a kivonulást és fegyverszüneti szerződést kötöttek, amelyet Ágoston Péter népbiztoshelyettes és a csehszlovák haderő nevében Eugéne Mittelhauser francia tábornok írt alá. A döntést a katonatisztek jelentős része nem tudta elfogadtatni, a román kiürítés ígéretére nem akarták feladni a visszaszerzett területet. Nem hittek a román visszavonulásban. A Vörös Hadsereg tényleges irányítója, Stromfeld Aurél lemondott, és példáját többen követték. Az új vezérkari főnök Julier Ferenc lett. A távozó tisztek egy része Szeged felé vette az irányt és beállt a Horthy Miklós vezette Nemzeti Hadseregbe.
A Clemenceau-jegyzék és a párizsi békekonferencia által kijelölt demarkációs vonalak magyar elfogadása ellenére a román haderő nem mozdult, pedig a szövetségesek tanácsában egyesek a románok felelősségét hangoztatták a magyarországi zavaros helyzet miatt és követelték, hogy haladéktalanul vonják vissza a csapataikat az eredeti demarkációs vonal mögé és csökkentsék a hadsereg létszámát. A Szövetségesek igyekeztek ugyan rávenni a románokat, hogy folytassanak tárgyalásokat a Kun-kormánnyal, a román kormány azonban kitartott döntése mellett, és azzal érvelt, hogy katonai szempontból a Tisza lehet az egyetlen elfogadható demarkációs vonal, amíg a Magyarország és Románia közötti végleges határvonalat meg nem állapítják és nemzetközileg el nem ismerik. A prágai francia katonai misszió szintén a magyar hadsereg teljes lefegyverzésére tett javaslatot. Pellé tábornok Clemenceaunak 1919. július 8-án úgy fogalmazott, hogy bármi volt is az ok, ami a magyar hadsereget visszavonulásra kényszerítette, félő, hogy az így létrejött fegyvernyugvás csak pillanatnyi lesz. A belső helyzet nehézségei ellenére a magyar kormány továbbra is folytatja a fegyverkezést, nem találkoztak egyetlen magyarral sem, aki ne lett volna elszánva, hogy a végsőkig harcoljon a régi országhatárok visszaállításáért, de legalább Szlovákia visszaszerzéséért. Mivel az antant csapatai néhány hónap múlva leszerelnek, a magyar haderő ereje teljében lesz; Szlovákia sorsa gyorsan megpecsételődik. Utal arra is, hogy a harc, amit a magyar nép a békekonferencia határozatai ellen indított, egész Európát érinti. A bolsevizmus - annak a türelemnek köszönhetően, amellyel mostanáig az antant kezelte - meghonosodik és megerősödik Magyarországon, nem késlekedik sokat és hatalmába keríti Bécset, majd onnét Olaszországot és Svájcot fenyegeti, és átterjed Bajorországra is. Végezetül Pellé tábornok arra a következtetésre jutott jelentésében, hogy az érdekek védelmének, a konferencia határozatai fenntartásának és a béke létrehozásának egyetlen módja - Magyarország tényleges lefegyverzése, ami csakis erőszakkal vihető végbe. A beavatkozást - egyéb indítékok hiányában - a fegyverszüneti egyezményben rögzített leszerelési feltételek nyilvánvaló megszegése a magyar állam részéről törvényesíti. Hasonlóan álláspontot fogalmaztak meg a románok is.
Kun Béla külügyi népbiztosként 1919. július 11-én táviratban sérelmezte, hogy június 24-i magyar visszavonulás ellenére a román királyi csapatok nemcsak, hogy a kiürítés érdekében semmiféle csapatmozdulatot nem tettek, hanem még június 24-e után is több ponton, Tiszalucnál dühödt támadásokat indítottak, amelyeket a vörös hadsereg egységei véres harcok árán vertek vissza. A békekonferencia erre válaszul táviratban közölte Kun Bélával, hogy “nem tárgyalhat, amíg nem tartja be a fegyverszüneti feltételeket”. Kun Béla válaszul 1919. július 14-én kifogásolta, hogy a Szövetségesek nemcsak, hogy nem határozták meg a fegyverszüneti egyezmény megsértésének tényeit, de a Szövetségesek társult államai, a Román Királyság, valamint a Cseh-szlovák Köztársaság a fegyverszüneti egyezményt sorozatosan megsérti. A román királyi csapatok továbbra is megszállva tartják a Tisza vonalát, annak ellenére, hogy a november 13-i katonai egyezmény értelmében a demarkációs vonal a Maros folyó vonalán húzódik. Csapataik egész vidékeket dúltak föl, minden mozgatható termelőeszközt, hasonlóképpen minden élelmiszert magukkal hurcoltak. A katonai egyezményben a Duna sem szerepel demarkációs vonalként, ez azonban nem akadályozza meg a cseh-szlovák csapatokat abban, hogy a Duna vonalát megszállva tartsák. A Magyarországi Tanácsköztársaság szövetségi területét képező Ruszka-Krajnát a cseh és a román hadsereg uralja. Emlékeztette a békekonferenciát arra, hogy a Cseh-Szlovák Köztársaság csapatai a fegyverszüneti egyezményt megsértve már Miskolctól délre törtek előre, amikor a magyar haderő támadásba lendült, hogy visszavesse a cseh-szlovák csapatokat. Rámutatott arra, hogy ennek ellenére kivonultak a cseh-szlovákoktól visszafoglalt területekről, mivel megbíztak Clemenceau ígéretében. Végezetül megállapította, hogy a fegyverszüneti egyezmény előírásainak megszegése és a vérontás elkerüléséről való lemondás nem a magyar akaraton múlott. A cseh-szlovák és a román csapatok lépték át a demarkációs vonalat, nem tartották és nem tartják be a szövetséges és társult államok nevében megkötött fegyverszüneti egyezményt, minden pillanatban megsértik azt olyannyira, hogy az egyezmény semmisnek tekinthető.
A Szövetségesek Tanácsa július 17-én titkosnak minősített döntést hozott arról, hogy megindítja a szerb, francia és román sereg összehangolt támadását a Magyar Tanácsköztársaság ellen. A hadjárat terveinek kidolgozásával Foch marsallt bízták meg. Magyarország viszont közvetlenül a csehszlovák fegyverszünet megkötése után a románok ellen a Tisza mentén már felsorakoztatott hadseregével július 17-én megindította az ellentámadást.
Július 17-e és 20-a között a magyarok bombázták a román állásokat és felderítő hadműveleteket végeztek. Július 20-án hajnali három óra körül, heves bombázást követően a Vörös Hadsereg átkelt a Tiszán és megtámadta a románokat.
A román kormány igazolta a katonai vezetők félelmét és nem engedelmeskedett a konferencia döntésének. A Clemenceau vezette párizsi konferencia nem gyakorolt nyomást a román kormányra, amit a román hadsereg beleegyezésként értékelt.

## Végkövetkeztetés
A magyar sikerek miatt született meg a Clemenceau-jegyzék, amelynek elfogadása érdekében a győztesek politikai, katonai kedvezményeket helyeztek kilátásba. A Tanácsköztársaság a Clemenceau-jegyzék elfogadása és a visszavett Felvidékről való kivonulás után azonban ahelyett, hogy kedvezőbb helyzetbe jutott volna, katonailag megrendült. Néhány héttel a véres, de sikeres harcok után a magyar katonai erő ismét ugyanott állt, ahol a támadás előtt. Ez a politikai döntés számos katonai vezetőt lemondásra kényszerített. Stromfeld Aurél - mivel nem értett egyet a politikai döntéssel - megvált beosztásától, és nem kevesen követték példáját alárendeltjei, beosztottai közül. Voltak, akik beteget jelentettek, szolgálatképtelenségre hivatkoztak vagy egyszerűen "eltűntek".
A magyar integritás megvédelmezése Julier Ferenc szerint sikerülhetett volna, a piavei csatavesztés után megvoltak a kellő előfeltételek a védelemre. A román, szerb-francia haderő és a cseh légiók haderejének szűkössége, a nagyhatalmaknak a háború befejezésére való törekvése miatt még a Vörös Hadseregnek is meglett volna az ereje a Trianon előtti Magyarország jelentősebb területi integritásának megőrzésére. Különösen akkor, ha a forradalmi kormány a magyar hadosztályok megmaradt harmadrészét szét nem kergeti, hanem némi pihentetés és megfelelő lelkesítés után, régi tábornokai vezetése alatt a határra küldi, akkor azon az ellenség sehol sem jön át. A világháború után az ország még elegendő nyersanyaggal rendelkezett ahhoz, hogy tekintélyes védősereget tarthasson. A Károlyi-kormányzat több havi rombolása és területfeladása (tehát hadianyagvesztesége) után a bolsevik uralom 1919 márciusa után még 110 000 főnyi haderőt tudott felszerelni. Ha ezt a szervezési munkát nemzeti alapon álló kormányzat 1918 novemberében végzi el, akkor Magyarország mindhárom ellenfelével szemben elegendő és jó haderőt tud állítani.

## Külső hivatkozások
- Ormos Mária: Világháború és Forradalmak 1914-1919 (Kossuth Kiadó)
- Szakály Sándor: A magyar haderő kérdése 1918–1919-ben